# زهرة الحواشي الفطحاء
زهرة الحواشي الفطحاء أو حبق (باللاتينية: Veronica chamaedrys) نوع نباتي يتبع جنس زهرة الحواشي من الفصيلة الحملية. كانت تصنف سابقًا ضمن الفصيلة الغدبية.

## الموئل والانتشار
موطنها المشرق العربي وتركيا وكل مناطق أوروبا تقريبًا.

## مرادفات للاسم العلمي
- (باللاتينية: Veronicella chamaedrys (L.) Fourr.)